# 전압 조정기

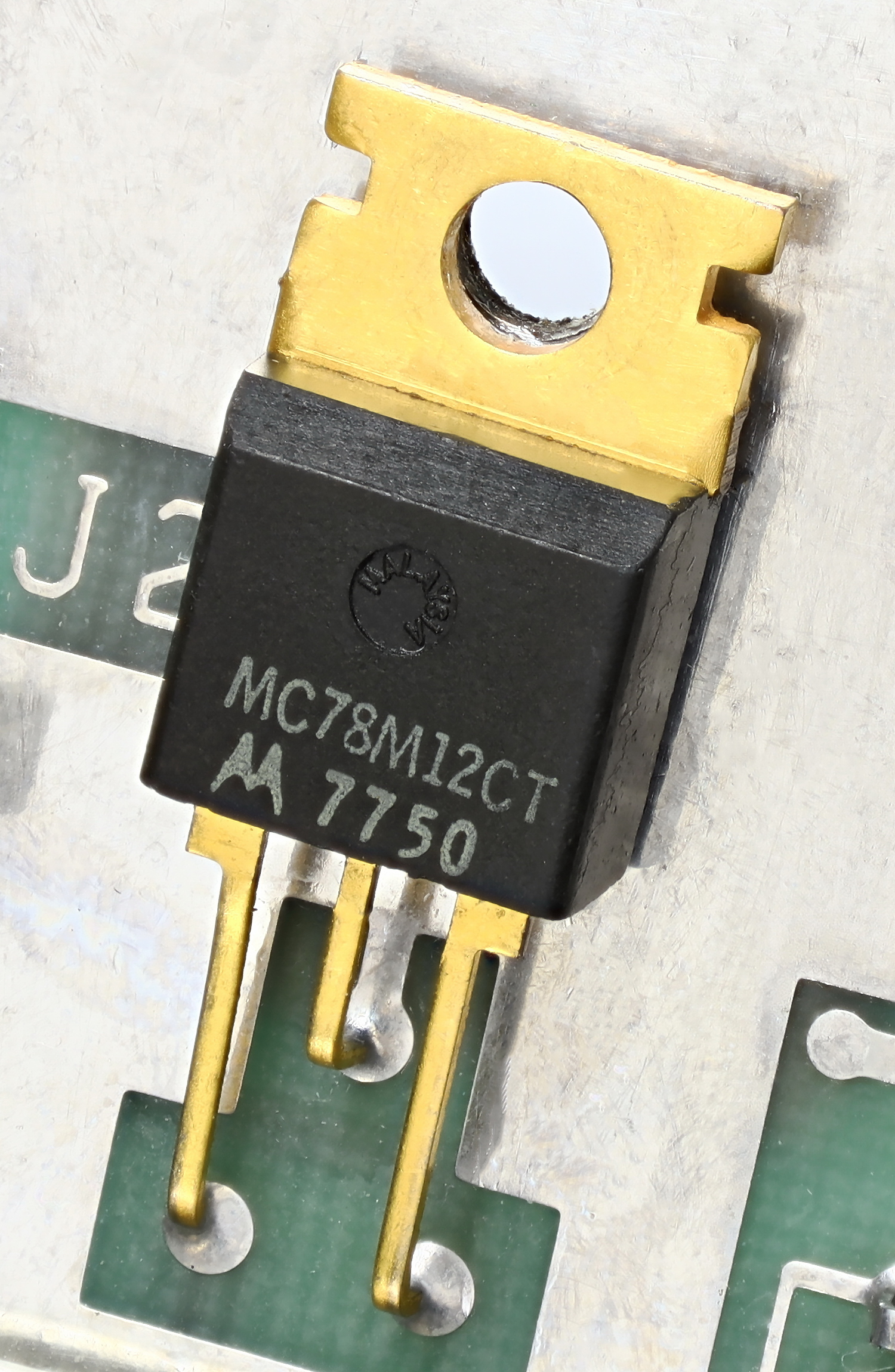

전압 조정기(voltage regulator)는 자동으로 일정한 전압 수치를 유지하도록 설계된다. 전압 조정기는 간단한 "피드 - 포워드" 디자인일 수도 있고 음의 피드백 제어 루프를 포함할 수 있다. 전기기구 또는 전자 부품을 사용할 수 있다. 설계에 따라, 하나 이상의 교류 또는 직류 전압을 조절하는데 사용될 수 있다.

## 전자 전압 조정기
간단한 전압 조정기는 다이오드 (또는 다이오드 시리즈)와 저항기에서 직렬로 형성될 수 있다.
피드백 전압 조정기는 고정된 어떤 기준 전압과 함께 실제 출력 전압을 비교함으로써 동작한다. 모든 차이가 전압 오차를 줄이는 방식으로 조절 요소를 제어하는데 증폭되고 사용된다.

## 전자 조정기

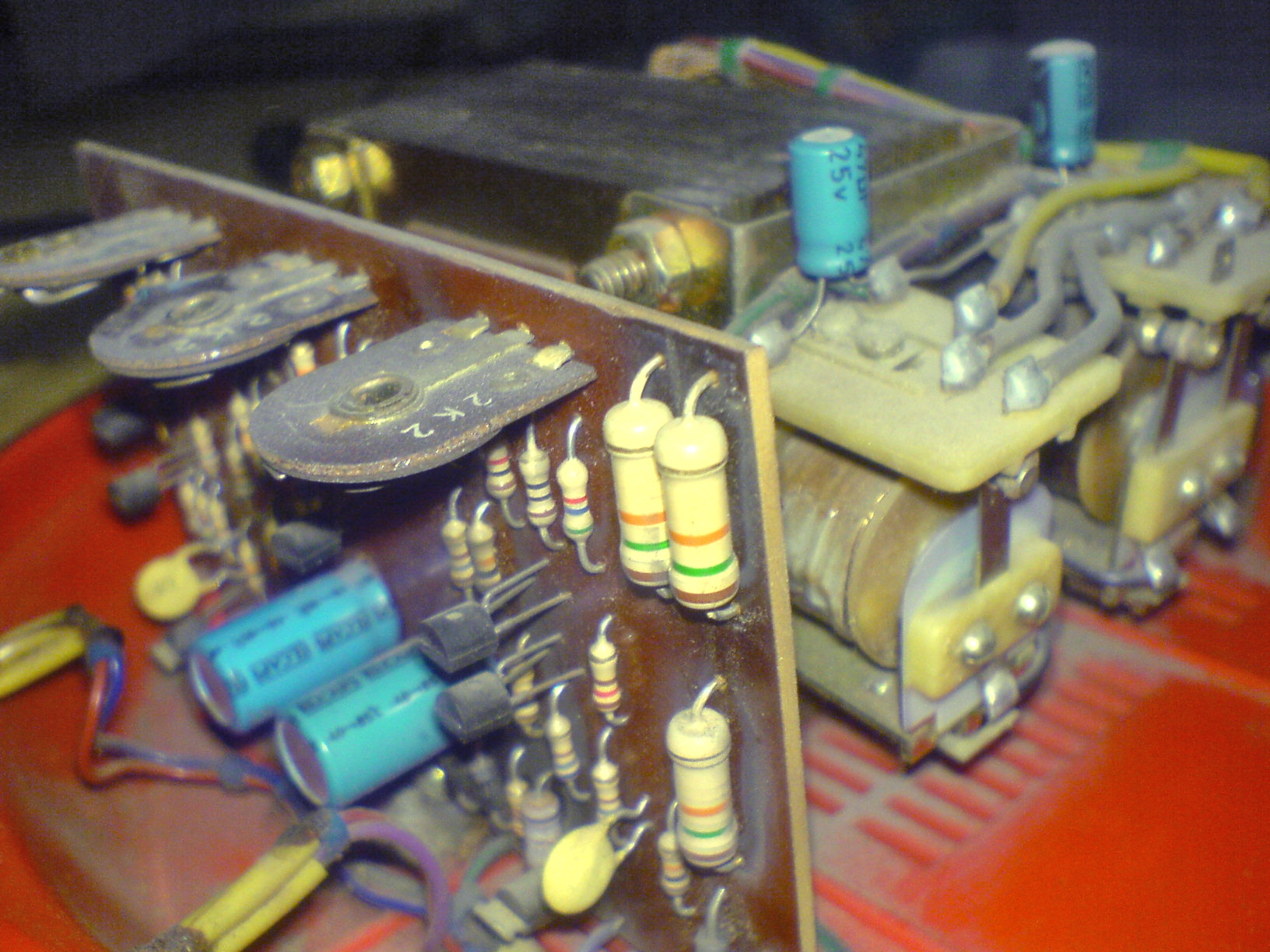

전자 조정기에서는 전압 조정기가 쉽게 전자석을 만들수 있도록 센싱 와이어를 감으면서 실행된다. 전류가 생성한 자기장은 스프링 장력 또는 중력에서 뒤로 움직이는 철심을 끌어당긴다. 전압이 올라감에 따라 전류도 증가한다. 코일이 생성한 자기장이 강화되고 코어가 필드쪽으로 끌어당겨진다. 자석은 기계적 전원 스위치에 물리적으로 연결되며, 자석이 필드로 이동할 때 열린다. 전압이 내려감에 따라 전류도 감소한다. 스프링 장력이나 코어의 무게가 풀어져서 스프링이 당겨지게 된다. 이렇게 하면 스위치가 닫히고 전원이 다시 흐른다.

## 자동 전압 조정기

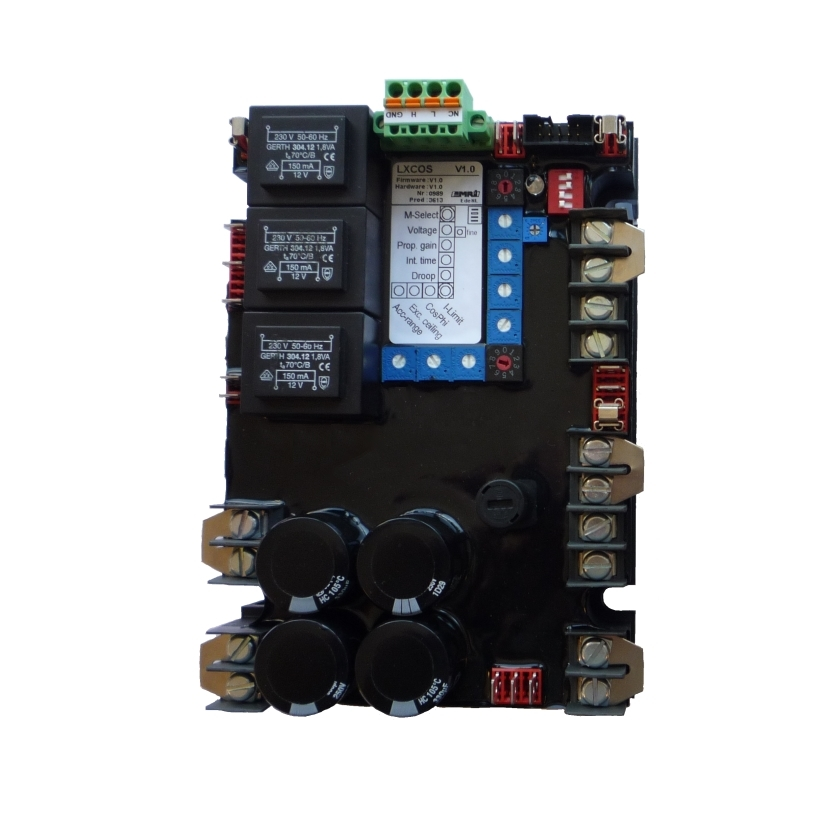

발전기의 출력을 제어하기 위해 (선박 및 발전소, 석유 굴착 장치, 온실 및 비상 전원 시스템에서 볼 수 있듯이)자동 전압 조정기가 사용된다. 이것은 활성 시스템이다. 기본 원리는 동일하지만 시스템 자체는 더욱 복잡하다. 자동 전압 조정기 (또는 AVR)는 다이오드, 축전기, 저항기, 전위차계 또는 마이크로 컨트롤러와 같은 여러 구성 요소로 이루어지며 모두 회로 기판에 배치된다. 그 후, 그것은 발전기 근처에 장착되고 발전기를 측정하고 조정하기 위해 몇 개의 전선으로 연결된다.기에 대한 입력 전압을 제어한다. 발전기 제어 전압의 변화에 따라, 출력 전압은 올라가거나 내려간다. AVR은 1초에 여러번 얼마나 많은 양의 전압을 여진기에 보내야하는지 계산하여 출력 전압을 미리 정해진 설정 지점으로 안정화한다. 2대 이상의 발전기가 동일한 시스템에 전원을 공급하는 경우 (병렬 작동)AVR은 더 많은 발전기에서 정보를 받아들이면서 모든 출력을 같게한다.

## 교류 전압 안정기

### 코일 회전 교류 전압 조정기
가동 코일이 고정 코일에 수직으로 위치할때, 가동 코일에 작용하는 자력이 서로 균형을 이루고 전압 출력은 변하지 않는다. 코일을 한 방향으로 돌리거나 다른쪽으로 돌리면 보조 가동 코일의 전압이 올라가거나 내려간다.

## 같이 보기
- 디시디시컨버터

## 참고 자료
- Linear & Switching Voltage Regulator Handbook; ON Semiconductor; 118쪽 ; 2002년 ; HB206/D.(PDF 무료 다운로드) 보관됨 2013-08-03 - 웨이백 머신